# Rainer Barzen
Rainer Barzen (* 26. Mai 1957 in Duisburg) ist ein deutscher Künstler.
Barzen studierte von 1976 bis 1982 an der Kunstakademie Düsseldorf bei Gotthard Graubner, Norbert Kricke und Alfonso Hüppi. 1987 wurde er mit dem Da-Vinci-Preis und einer Förderkoje der Art Cologne ausgezeichnet, 1988 erhielt er ein Stipendium der Stiftung Kunstfonds Bonn. 1989 war er Preisträger des Früh-Preises für Malerei in Köln. Von 1991 bis 1994 hatte er eine Gastprofessur an der Kunstakademie Münster. Er lebt und arbeitet in Köln. Sein Werk umfasst Malerei und Objekte.
Seine Werke waren ab 1983 bei Gruppenausstellungen und seit 1986 bei Einzelausstellungen zu sehen. Schwerpunkt seiner Tätigkeit ist der Kölner Raum, wo auch bislang die meisten Ausstellungen stattfanden. Bedeutende Einzelausstellungen hatte er u. a. 1989 beim Kunstverein Bochum und 1999 beim Mannheimer Kunstverein.